# Госпић
Госпић је град у Хрватској и административно средиште Личко-сењске жупаније. Према првим резултатима пописа из 2011. у граду је живело 12.745 становника, а у самом насељу је живело 6.575 становника.
Госпић је седиште Госпићко-сењске бискупије.

## Географија
Госпић је смештен у средишњем делу Лике, на важној раскрсници путева. Простире се на површини од 967 km², димензија око 42 km у смеру југоисток-северозапад и ca 33 km у правцу североисток-југозапад. Кроз Госпић протиче река Новчица, притока Лике.

## Историја
Подручје Госпића и његове околине насељено је од праисторије, у старије камено доба и у бронзано и гвоздено доба. Доказ томе су бројни археолошки налази, што се посебно односи на племе Јапода.
У античко доба, овај простор је обележен једном од најзначајнијих саобраћајних комуникација што је из унутрашњости /Siscia/, континенталним правцем водила према југу и морској обали /Salona/.
Од 11. века јачају племићке породице, које уз економски развитак, граде своје добро утврђене градове — бургове, и у њима развијају културне и духовне тековине ондашњег доба. Те породице су Толимировића, Могоровића, Тугомерића, Дисиславића и друге.
Зачеци насеља данашњег града налазе се у документу из 1263. године, у ком краљ уговара замену поседа с личким жупаном Петром Толимировићем, у којој се између осталих, спомиње и насеље Касег, а касније Касези, на левој обали реке Лике, поред потока Новчице..
У време турских продора Касези се расељавају, те поново насељавају.
Бројне су легенде о настанку назива Госпић. Једна је прича о две кнегиње од којих је једна Госпава основала овдје град.
У првом попису на подручју данашњег града или сасвим близу њега, налази се село Госпојина у нахиј Нови, а 1604. године као насеље Госпић.
Након истеривања Турака из Лике, од краја 17. и током 18. посебно у 19. веку, Госпић добија препознатљиве урбанистичке одреднице као управно, административно, политичко, војно и културно средиште личког простора.
То је време изградње данашње катедралне цркве (1781—1783), градске капелице Св. Ивана Непомука, премда је она већ постојала и пре 1756. године. Пописан је 1847. године у Госпићу 251 православни Србин. Две деценије касније 1867. године збрајају се становници Госпића и Смиљана па их укупно има 1871 душа.
Ширењем градског језгра и популације, осјећа се потреба за новим простором градског гробља, те се оно премјешта на данашњу локацију и гради капелица посвећена Св. Марији Магдалени 1856. године, уједно заштитници Града.
Од 1729. године Госпић је седиште Личке и Оточке пуковније, али и Штапско место.
Године 1729. се оснива и прва пучка школа, 1766. године немачка школа, 1799. године „нормалка“, а 1823. године математичка школа.
У 19. веку граде се и нови градски мостови — преко Новчице 1804. године и преко Богданице 1845. године.
Железничка пруга пролази 1920. године, а први воз 1921. године.
Од краја 19. века, па до 1940. године, Госпић живи интензивним животом мање метрополе.
Године 1900. у госпићкој парк шуми Јасиковац било је тениско игралиште, прво у овом делу Европе.
Јединице 4. југословенске армије су ослободиле Госпић 4. априла 1945. током Личко-приморске операције.

## Становништво
Према попису становништва из 2001. године, насеље Госпић је имало 6.088 становника, а као Град Госпић је имао 12.980 становника.

### Попис 1991.
На попису становништва 1991. године, насељено место Госпић је имало 9.025 становника, следећег националног састава:
| Попис 1991.‍   | Попис 1991.‍  | Попис 1991.‍ | Попис 1991.‍ | Попис 1991.‍ |
| ------------- | ------------ | ----------- | ----------- | ----------- |
|               |              |             |             |             |
| Хрвати        | Хрвати       |             | 5.015       | 55,56%      |
| Срби          | Срби         |             | 3.243       | 35,93%      |
| Југословени   | Југословени  |             | 282         | 3,12%       |
| Албанци       | Албанци      |             | 53          | 0,58%       |
| Муслимани     | Муслимани    |             | 48          | 0,53%       |
| Црногорци     | Црногорци    |             | 23          | 0,25%       |
| Македонци     | Македонци    |             | 17          | 0,18%       |
| Словенци      | Словенци     |             | 16          | 0,17%       |
| Роми          | Роми         |             | 4           | 0,04%       |
| Мађари        | Мађари       |             | 2           | 0,02%       |
| Немци         | Немци        |             | 2           | 0,02%       |
| Чеси          | Чеси         |             | 2           | 0,02%       |
| Италијани     | Италијани    |             | 1           | 0,01%       |
| Руси          | Руси         |             | 1           | 0,01%       |
| остали        | остали       |             | 4           | 0,04%       |
| неопредељени  | неопредељени |             | 230         | 2,54%       |
| регион. опр.  | регион. опр. |             | 13          | 0,14%       |
| непознато     | непознато    |             | 69          | 0,76%       |
| укупно: 9.025 |              |             |             |             |

### Попис 2011.
На попису становништва 2011. године, град Госпић је имао 12.745 становника, следећег националног састава:
| Попис 2011.‍       | Попис 2011.‍       | Попис 2011.‍ | Попис 2011.‍ | Попис 2011.‍ |
| ----------------- | ----------------- | ----------- | ----------- | ----------- |
|                   |                   |             |             |             |
| Хрвати            | Хрвати            |             | 11.860      | 93,06%      |
| Срби              | Срби              |             | 609         | 4,78%       |
| Нису се изјаснили | Нису се изјаснили |             | 37          | 0,29%       |
| остали            | остали            |             | 239         | 1,87%       |
| укупно: 12.745    |                   |             |             |             |

## Насеља
Законом о подручјима жупанија, градова и општина у Републици Хрватској утврђен је назив, подручје и седиште Града Госпића, као и друга питања од важности за територијално уређење јединице локалне самоуправе. Границе подручја Града иду катастарским границама рубних насеља која улазе у његово подручје. У састав Града укључена су и приградска насеља која с градским насељима чине економску целину те су с њима повезана дневним миграцијским кретањима и свакодневним потребама становништва од локалног значаја. Град Госпић чини 50 насеље и то: Алексиница, Барлете, Билај, Брезик, Брушане, Будак, Бужим, Ваганац, Велика Плана, Велики Житник, Врановине, Вребац, Госпић, Дебело Брдо I, Дебело Брдо II, Дивосело, Доње Пазариште, Дреновац Радучки, Жабица, Завође, Калиновача, Канижа Госпићка, Кланац, Крушчица, Крушковац, Кукљић, Лички Читлук, Лички Рибник, Лички Осик, Лички Нови, Мала Плана, Медак, Могорић, Мушалук, Новосело Билајско, Новосело Трновачко, Орнице, Острвица, Отеш, Павловац Вребачки, Почитељ, Подастрана, Подоштра, Поповача Пазаришка, Растока, Ризвануша, Смиљан, Смиљанско Поље, Трновац, Широка Кула.

## Дан Града Госпића
Дан Града Госпића је 22. јула — празник Свете Марије Магдалене и обележава се свечано.

## Грб и застава Града Госпића
Грб Града Госпића има облик полукружног штита. У полукружном штиту, на црвеном пољу, налази се сребрни вук у борбеном положају. Вук у десној шапи држи мач сребрне оштрице и златне дршке.
Застава Града Госпића је правоугаоног облика.
Однос дужине и ширине је 2:1.
У средини заставе, на пресеку дијагонала налази се обострано грб Града Госпића. Висина грба је 2/3 ширине заставе.

## Култура

### Споменици
Споменик генералу Буди Будисављевићу био је постављен 1870. у Госпићу на централном тргу, а уклоњен је послије Другог свјетског рата, јер његов лик и дјело нису одговарали новој власти. Споменик Николи Тесли у Госпићу је миниран 16. фебруара 1992. године, јер је као припадник српског народа сметао хрватским националистима.

### Парохија
У Госпићу је сједиште истоимене парохије Српске православне цркве. Парохија Госпић припада Архијерејском намјесништву личком у саставу Епархије Горњокарловачке а чине је Госпић, Јасиковац, Липе, Ведро Поље, Гљивари, Клиса, Каменуша и Почуче. У Госпићу је постојао храм Српске православне цркве посвећен Светом Великомученику Георгију изграђен 1785. године, обнављан 1843-1844. (од стране Буде Будисављевића), 1903. и 1964. године, а до темеља срушен 1992. године. Данас се на мјесту храма налази паркиралиште. Основа цркве и зидови су били у барокном стилу, а торањ је био у српско-византијском стилу. У госпићкој парохији службовао је 1827. године само капелан, поп Стефан Дошен.

### Цркве Госпићког деканата на подручју града Госпића
Госпић — Жупна црква Навјештења Блажене Девице Марије, из 1780. године.
У градском гробљу Св. Марије Магдалене је истоимена капелица саграђена 1856. године.
У Канишкој улици у Госпићу је капела Св. Ивана Непомука изграђена пре 1756. године.
Алексинца — Жупна црква Св. Ивана Крститеља, изградио ју је 1695. године.
Билај — Жупна црква Св. Јакова апостола, саграђена 1848. године.
Брушане — Жупна црква Св. Мартина, саграђена 1834. године.
Бужим — Црква Св. Терезе Авилске
Доње Пазариште — Жупна црква Св. Јакова апостола саграђена 1700. године.
Кланац — Жупна црква Вазнесења Блажене Девице Марије, саграђена 1837. године.
Лички Нови — Жупна црква Св. Антуна Падованског, саграђена 1690. године.
Лички Осик — Жупна црква Св. Јосифа, саграђена 1842. године.
Рибник — Жупна црква св. Апостола Петра и Павла, саграђена 1878. године.
Смиљан — Жупна црква Блажене Дјевице Марије Кармелске, саграђена 1860. године.
Широка Кула — Жупна црква Св. Матеје, саграђена 1734. године.
Трновац — Жупна црква Св. Николе Блаженога, саграђена 1880. године.